# Joannes Wretensis
Joannes Wretensis, född i Vreta klosters socken, död 31 augusti 1715 i Malexanders socken, var en svensk präst i Malexanders församling.

## Biografi
Joannes Wretensis föddes i Vreta klosters socken. Han var son till bonden Lars och Brita Persdotter. Wretensis prästvigdes 23 mars 1673 och blev komminister i Styra församling 1675. Wetensis blev 1699 kyrkoherde i Malexanders församling tillträdde 1700. Han avled 31 augusti 1715 i Malexanders socken.
Wretensis efterträdare Isak Trivallius skrev 1716 om honom att inte ens hälften alla alla nyfödda och döpta barn är upptecknade i församlingen. Samt att det som är bokförda inte är på sitt födelseår.

### Familj
Wretensis gifte sig första gången med Anna Wretander (död 1708). Hon var dotter till kyrkoherde Nicolaus Haquini i Malexanders socken. De fick tillsammans barnen Samuel Lagervreth (död 1721), Elisabet (1682–1752) och Lars. Wretensis gifte sig andra gången med Catharina Westerheim.